# Národní park Picos de Europa
Národní park Picos de Europa (španělsky Parque Nacional de Picos de Europa) je název chráněného území v stejnojmenném pohoří Picos de Europa. Rozkládá se na pozemí autonomních oblastí Asturie, Kantábrie a Kastilie a León. Park je populární mezi turisty a cestovateli.

## Historie
Park je nejstarším národním parkem ve Španělsku. Při svém vyhlášení 22. července 1918 (za pomoci markéze z Villaviciosy Pedra Pidala) zabíral západní část současného národního parku - oblast okolo jezer Covadonga. Jeho tehdejší název byl „Parque Nacional de la Montaña de Covadonga“ a rozloha 169,25 km². V letech 1995 a 2014 byl následně rozšířen na celkovou plochu 671,27 km². V roce 2003 byl většina území parku vyhlášena zároveň biosférickou rezervací UNESCO. Park je souběžně i ptačí oblastí a jeho malá část i světovým dědictvím UNESCO jako součást položky Původní bukové lesy Karpat a dalších oblastí Evropy.

## Přírodní podmínky
Nejvyšším bodem parku je Torre de Cerredo o nadmořské výšce 2648 m n. m. Nejnižším bodem pak řeka Deva o nadmořské výšce 75 m n. m. - tzn. výškový rozdíl více než 2500 metrů. V parku jsou patrné geologické formace vzniklé při ledovcové erozi vápancového masivu Kantaberského pohoří.
V parku se vyskytují např. živočišné druhy: kantaberský tetřev hlušec (Tetrao urogallus cantabricus), orlosup bradatý (Gypaetus barbatus), vlk iberský (Canis lupus signatus) a kantaberský kamzík středozemní (Rupicapra pyrenaica parva).

## Fotogalerie

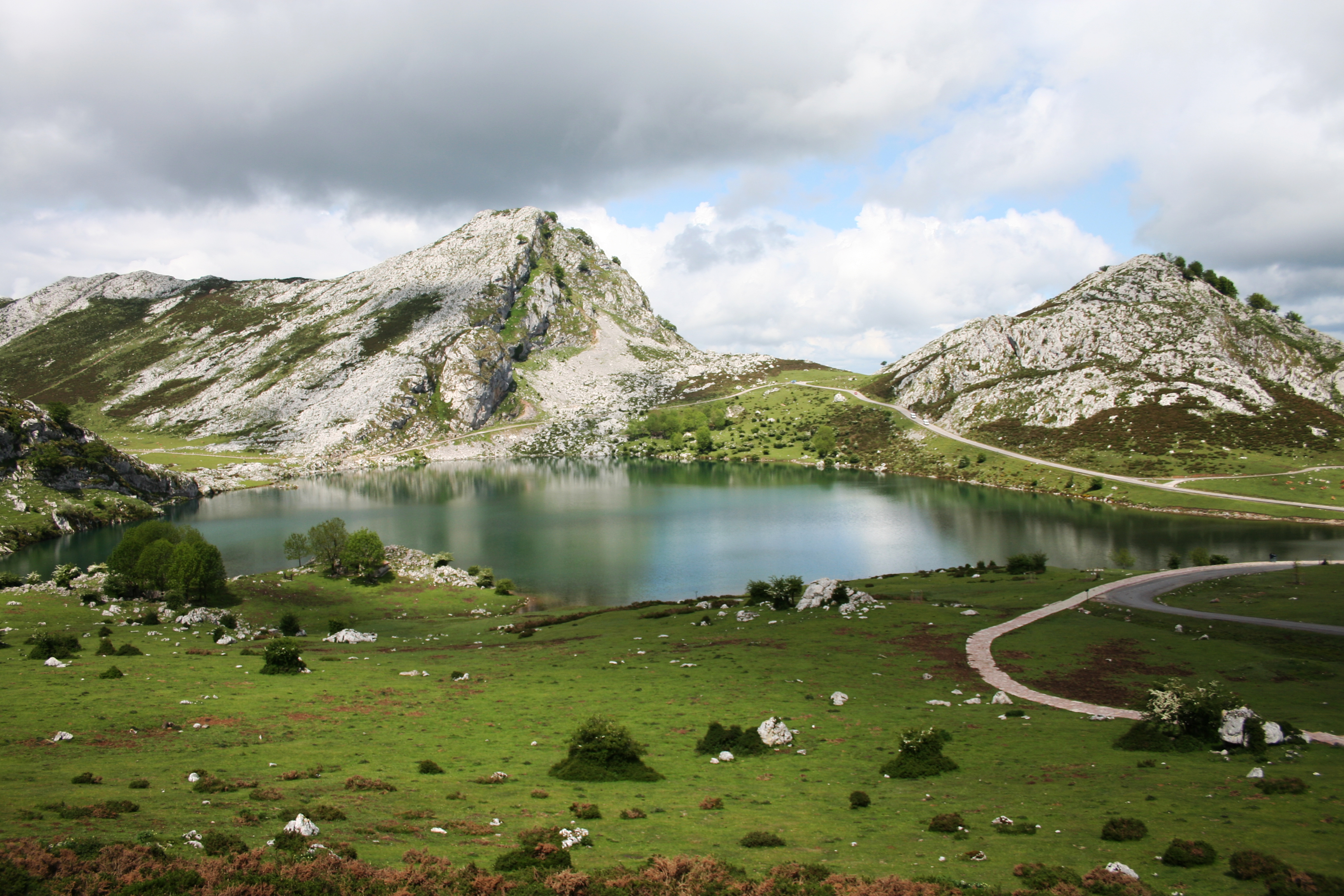
Jezero Enol
Naranjo de Bulnes
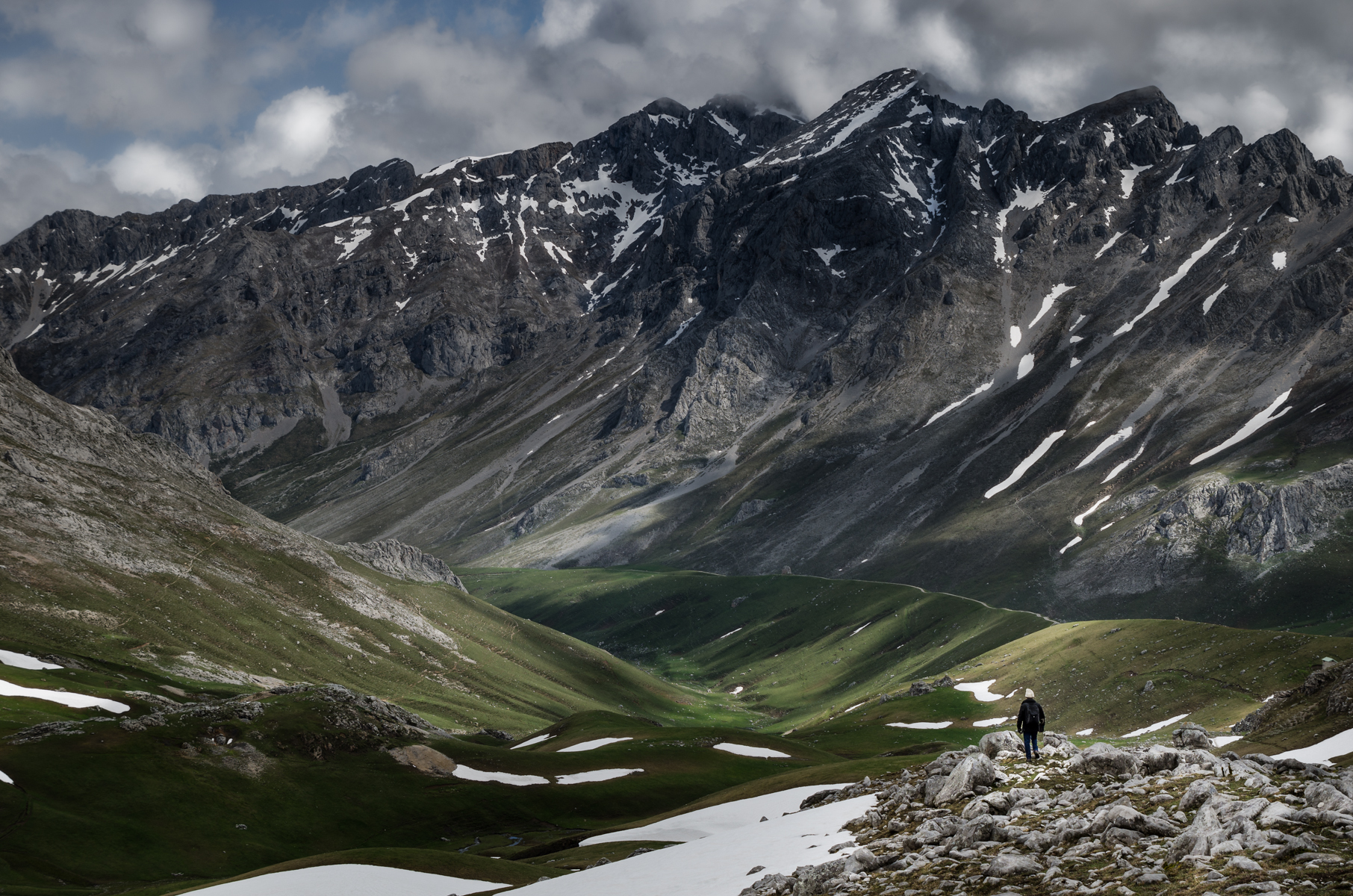
Picos de Europa
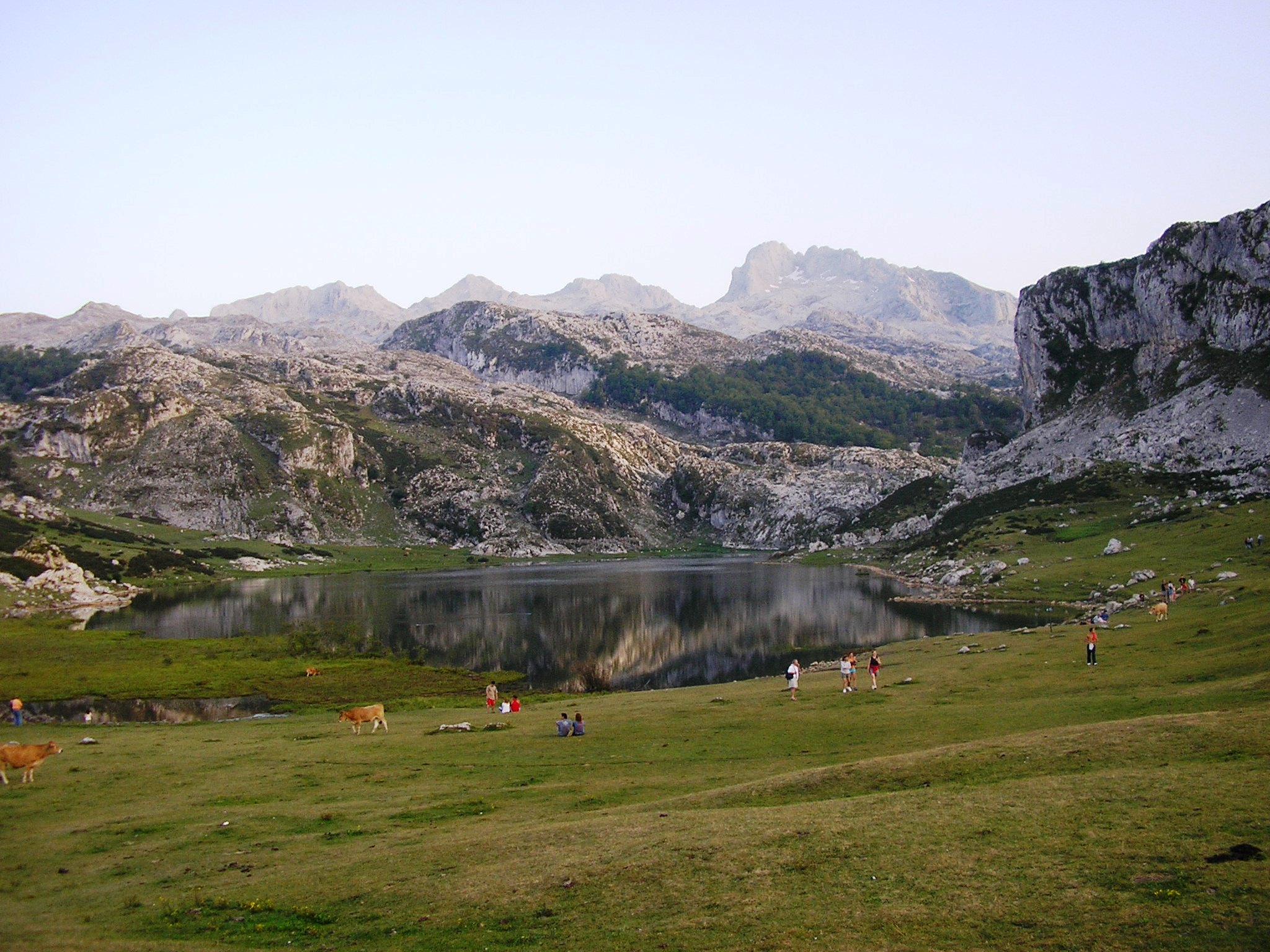
Jezero Ercina